# Małgorzata Gilla
Małgorzata Gilla, po mężu Gapska (ur. 26 kwietnia 1959) – polska siatkarka, reprezentantka Polski.

## Życiorys
Z reprezentacją Polski juniorek wystąpiła na mistrzostwach Europy w 1977, zajmując 4. miejsce. W reprezentacji Polski seniorek debiutowała 20 maja 1979 w towarzyskim spotkaniu z Koreą Północną. Wystąpiła trzykrotnie na mistrzostwach Europy (1979 – 8 m., 1981 – 5 m., 1983 – 9 m.). Zakończyła karierę reprezentacyjną meczem mistrzostw Europy z Czechosłowacją - 25 września 1983. Łącznie w I reprezentacji Polski wystąpiła w 74 spotkaniach.
Była zawodniczką Spójni Gdańsk.